# أسرة لانكستر

شعار أسرة لانكستر

 أسرة لانكستر  (بالإنجليزية: House of Lancaster)‏ هي فرع من أسرة بلانتاجانت الملكية. في صراع على عرش إنجلترا، دارت بين أسرة لانكستر وأسرة يورك حرب الوردتين، وهي الحرب الأهلية التي تأثرت بها إنجلترا وويلز خلال القرن الخامس عشر. ضمت تلك الأسرة ثلاثة ملوك :
- هنري الرابع ملك إنجلترا الذي حكم بين عامي 1399-1413.
- هنري الخامس ملك إنجلترا الذي حكم بين عامي 1413-1422.
- هنري السادس ملك إنجلترا الذي حكم بين عامي 1422-1461، وعامي 1470-1471.

## معرض صور